# Torneo de Estrasburgo 2012
El Internationaux de Strasbourg 2012 es un torneo de tenis que pertenece a la WTA en la categoría International. Se disputa del 21 al 26 de mayo de 2012 sobre polvo de ladrillo en Estrasburgo, Francia.

## Campeones

### Individuales femeninos
Francesca Schiavone vence a  Alizé Cornet por 6-4, 6-4.
- Es el 5° torneo de su carrera para la italiana. Es su primer título de la temporada y el 2° torneo International. También es el primer título desde 2010.

### Dobles femeninos
Olga Govortsova /  Klaudia Jans-Ignacik vencen a  Natalie Grandin /  Vladimíra Uhlířová por 6–7(4), 6–3, [10–3].